# پیزی (بازیکن فوتبال پرتغالی)
لویس میگل هاشم زاده (پرتغالی: Luís Miguel Afonso Fernandes؛ زادهٔ ۶ اکتبر ۱۹۸۹) که عموماً با نام پیزی (پرتغالی: Pizzi) شناخته می‌شود، بازیکن فوتبال اهل پرتغال است.
از باشگاه‌هایی که در آن بازی کرده‌است می‌توان به براگا، کوویلیا، پاسوس فریرا، اتلتیکو مادرید، دپورتیوو لاکرونیا، بنفیکا و اسپانیول اشاره کرد.
وی همچنین در تیم ملی فوتبال پرتغال بازی کرده‌است.